# تکن تگ تورنومنت ۲
تکن تگ تورنومنت ۲ (به ژاپنی: 鉄拳タッグトーナメント2 Tekken Taggu Tōnamento 2، به انگلیسی: Tekken Tag Tournament 2) یک بازی ویدئویی به سبک مبارزه‌ای است که توسط شرکت نامکو باندای گیمز ساخته و منتشر شده‌است. این بازی به عنوان هشتمین قسمت در مجموعه بازی‌های مبارزه‌ای تکن، و نسخه دوم از سری تگ تورنومنت به‌شمار می‌رود. این بازی ابتدا در تاریخ ۱۴ سپتامبر ۲۰۱۱، و در ژاپن برای آرکید منتشر شد و نسخه خانگی آن برای کنسول‌های پلی‌استیشن ۳ و ایکس‌باکس ۳۶۰ در سپتامبر ۲۰۱۲ عرضه شده‌است. همچنین نسخه‌ای سازگار شده از این بازی در نوامبر ۲۰۱۲ به عنوان بازی روز عرضه برای کنسول نینتندو وی یو منتشر شد.
تکن تگ تورنومنت ۲ با واکنش‌های مثبتی از سوی منتقدان همراه بود، و نسخه‌های کنسولی این بازی توانستند میانگین امتیاز ۸۲–۸۳ از ۱۰۰ را در هر دو وبگاه گیم‌رنکینگز و متاکریتیک به خود اختصاص دهند.

## داستان
تکن تگ تورنومنت ۲، از نظره قانونی دارای داستان نمی‌باشد و بیشتر به خاطر گردآوردن تمام شخصیت‌ها، حتی آن‌هایی که در داستان اصلی تکن کشته شده بودند می‌باشد.

## شخصیت‌ها
تمام ۴۱ شخصیت قابل بازی در تکن ۶ (با احتساب پاندا) به همراه جون کازاما از تکن ۲، تورو اوگر از تکن ۳ که دیگر با نام انشنت اوگر شناخته می‌شود و جین‌پاچی میشیما از تکن ۵ در بازی حضور دارند، به همراه ارتقاء طراحی تمام شخصیت‌ها. دویل کازویا نیز در غالب خود شخصیت کازویا قرار دارد (بر خلاف دویل جین که شخصیتی جدا دارد)، همچنین ناشناخته نیز دوباره به عنوان غول‌آخر و یک شخصیت انتخاب شدنی در کنار دیگر شخصیت‌ها حضور دارد. به‌طور کلی ۴۴ شخصیت در نسخه آرکید و ۶۰ شخصیت در نسخه خانگی تکن تگ تورنومنت ۲ حضور دارند که بیشترین تعداد شخصیت در تمام تاریخ این سری و حتی دیگر بازی‌های مبارزه‌ای است (بعد از مورتال کامبت: آرماگدون با ۶۲ شخصیت). برای اولین بار در تاریخ تکن تقریباً همه شخصیت‌ها با زبان مادری خود صحبت می‌کنند.